# Нове Липово
Нове Ли́пово (рос. Новое Липово) — присілок (колишнє селище) в Балезінському районі Удмуртії, Росія.

## Населення
Населення — 17 осіб (2010; 17 в 2002).
Національний склад станом на 2002 рік:
- росіяни — 71 %
- удмурти — 29 %